# Le Cheval ventriloque
Le Cheval ventriloque ou Spirou ventriloque est la septième histoire de la série Spirou et Fantasio de Rob-Vel. Elle est publiée pour la première fois dans Spirou du no 9/41 au no 41/41.